# The Combat (film 1916)
The Combat è un film muto del 1916 diretto da Ralph Ince.

## Produzione
Il film fu prodotto dalla Vitagraph Company of America.

## Distribuzione
Distribuito dalla V-L-S-E e Vitagraph Company of America, il film uscì nelle sale cinematografiche statunitensi il 18 settembre 1916. In Danimarca uscì il 12 dicembre 1921 con il titolo Den Fredløse.